# 청주동물원
청주동물원(淸州動物園)은 충청북도 청주시 상당구 명암로 224에 있는 동물원이다. 1997년 7월 1일 문을 열었다.

## 연혁
- 1997. 07. 01: 청주동물원 개관
- 1998. 01. 01: 유료입장
- 1999. 12. 13: 동물원 확장공사 착공
- 2000. 12. 31: 청주동물원 확장공사 준공
- 2000. 12. 31: 조류테마공원 조성

## 시설 규모
- 시설조성면적: 126,900m²
- 건물 연면적: 35동 2,735m²
- 주차장: 11,160m²(차 283면, 버스 30면)

## 보유 동물
수달, 캥거루, 사슴, 곰, 표범, 호랑이, 사자, 일본원숭이, 두루미, 타조 등 포유류 36종 116마리, 조류 72종 393마리, 파충류 7종 21마리, 어류 1종 10마리 등 총 116종 540마리의 동물이 있다.

## 주요 행사
청주동물원에서는 매년 8월 15일 광복절에 유치원 및 초등학생을 대상으로 ‘어린이 그림 그리기 대회’를 개최하고 있으며, 동물교실이 8월중에 초등학생을 대상으로 매년 열리고 있다.